# Станично-Луганський заповідник
Придінці́вська запла́ва, або Станично-Луганське відділення Луганського заповідника — одне з відділень Луганського природного заповідника. Основне природоохоронне завдання відділення — охорона комплексів рослинності, флори і фауни заплави Сіверського Дінця. Саме тут заповідається заплавний ландшафт з боровою терасою. До встановлення заповідного режиму ця ділянка належала Кіндрашівському лісництву Станично-Луганського лісгоспу. Тут проводили свого часу рубки догляду та санітарні рубки, висаджували деревні культури, луки викошували або спасували, окремі ділянки розорювали. На половині території природний рослинний покрив був замінений лісовими культурами.

## Розташування
Заповідник розташований на лівобережжі р. Сіверський Донець, у смузі заплавних озер та прилеглої до заплави частини борової тераси, на помітній віддалі від Дінця (річка та її береги не мають стосунку до заповідника). Він знаходиться за 30 км на північ від м. Луганська, у 8-ми км від смт. Станиця Луганська, біля села Піщане. Площа відділення становить 498 га.

## 21 сторіччя
Під час подій, повˈязаних з конфліктом на Донбасі, залишився на лінії розмежування на території, підконтрольній Україні

## Природні умови
Придінцівська заплава знаходиться у Сіверсько-Донецькому фізико-географічному районі, який в тектонічному і географічному відношенні аналогічний Придонецькому району. Орографічно він охоплює акумулятивні тераси Сіверського Дінця і виділяється як Донецька терасова рівнина. Висота місцевості — до 50 м н.р.м.
На території відділення переважає чорноземоподібний супісок, підстилаючими породами є дрібно- і середньозернисті піски. Потужність алювіальних відкладів — до 15-20 м. Материнські породи — крейда і мергель. На надзаплавній терасі — піски дрібних і середніх фракцій, місцями трапляються дюни.
Гідрографічна сітка в Станично-Луганському відділенні представлена озерами-старицями р. Сіверський Донець. Озера Солдатське (2,0 га), Красненьке (0,8 га) знаходяться в центральній частині заплави, а інші — Піщане (7,6 га), Став (4,0 га), Мосякіна ямка (0,7 га) — у притерасній частині заплави. Головне джерело живлення річки і озер — атмосферні опади та ґрунтові води. Ще наприкінці 20 ст. ці заплавні озера мали щовесни зв'язок з Дінцем під час повені, проте наразі річка остаточно зарегульована і озера знаходяться у стадії часткового або повного всихання.
Характерний ландшафт Придінцівської заплави — поєднання листяних лісів з мальовничими лучними галявинами, тихими заводями стариць, гладдю озер.
Клімат місцевості континентальний, посушливий. Літо спекотне (середньомісячна температура червня і липня становить +21 °C при абсолютному максимумі +31-34°С), зима холодна (середньомісячна температура січня −24-30°С) і малосніжна. Вегетаційний період триває 200–210 днів. Середньорічна кількість опадів у регіоні становить 460 мм при коливаннях від 300 до 680 мм.

## Ландшафтний склад
Степи — 0%,

умовно-природні ліси — 70%,

штучні ліси — 30%,

водойми — 0%,

орні землі — 0%,

населені пункти — 0%.

## Біота

### Флора
Оскільки відділення розташоване в заплаві і на піщаній терасі Сіверського Дінця, рослинність тут має інтразональний характер і представлена степовим, лісовим, лучним, болотним, водним типами.
У Станично-Луганському відділенні переважає лісовий тип рослинності — заплавні широколистяні ліси. Це середньо- і короткозаплавні ліси з регулярним режимом затоплення. За місцем росту рослинності лісовий фонд поділяють на: заплавнодібровний — 58,8 %, боровий — 32,9 %, судіброви — 8,9 % і субори — 1,4 %; за зволоженням ґрунту — на свіжі (43,8 %), вологі (27,2 %), сухі (24 %), сирі (3,5 %) і мокрі (1,5 %). На берегових піщаних косах ростуть тополі і верби; на підвищених місцях переважає осокір; на підвищених ділянках, складених легкими суглинками, — свіжа бересто-пакленова діброва; низини центральної частини заплави, складені суглинистими алювіальними відкладами, зайняті вологою бересто-пакленовою дібровою, яка в притерасних пониженнях змінюється сирим чорновільховим лісом.
Флора Станично-Луганського відділення включає 745 видів судинних рослин, 131 вид зелених водоростей. Тут відмічено також зростання 266 видів грибів. У цьому відділенні охороняються 10 видів рослин і грибів, занесених до Червоної книги України (рябчик малий і руський, волошка первиногерберова, косарики безкрилі, рястка Буше, сальвінія плаваюча, тюльпан дібровний, ковила дніпровська і Лессінга, рядовка опеньковидна), 7 видів, занесених до Європейського червоного списку (глід український, жовтозілля дніпровське, зірочки борові, козельці донські тощо), 12 реліктових, 65 ендемічних видів рослин (роговик неспражньоболгарський, фіалка Лавренка, молочай тонкостеблий, льонок солодкий, шавлія сухостепова, полин Черняєва, волошка волосистоголова, юринея донська тощо), більш як 25 регіонально рідкісних видів. На цій території зареєстровано 3 формації водних рослинних угруповань, що занесені до Зеленої книги України: сальвінії плаваючої, рдесника червонуватого, куширу підводного.

### Фауна
Обсяг фауни. Тваринний світ представлений 49 видами ссавців, 169 — птахів, 6 видами плазунів, 5 — земноводних, 29 видами риб, 1 — круглоротих. Із безхребетних відомо існування 136 видів павукоподібних і 1050 видів комах.

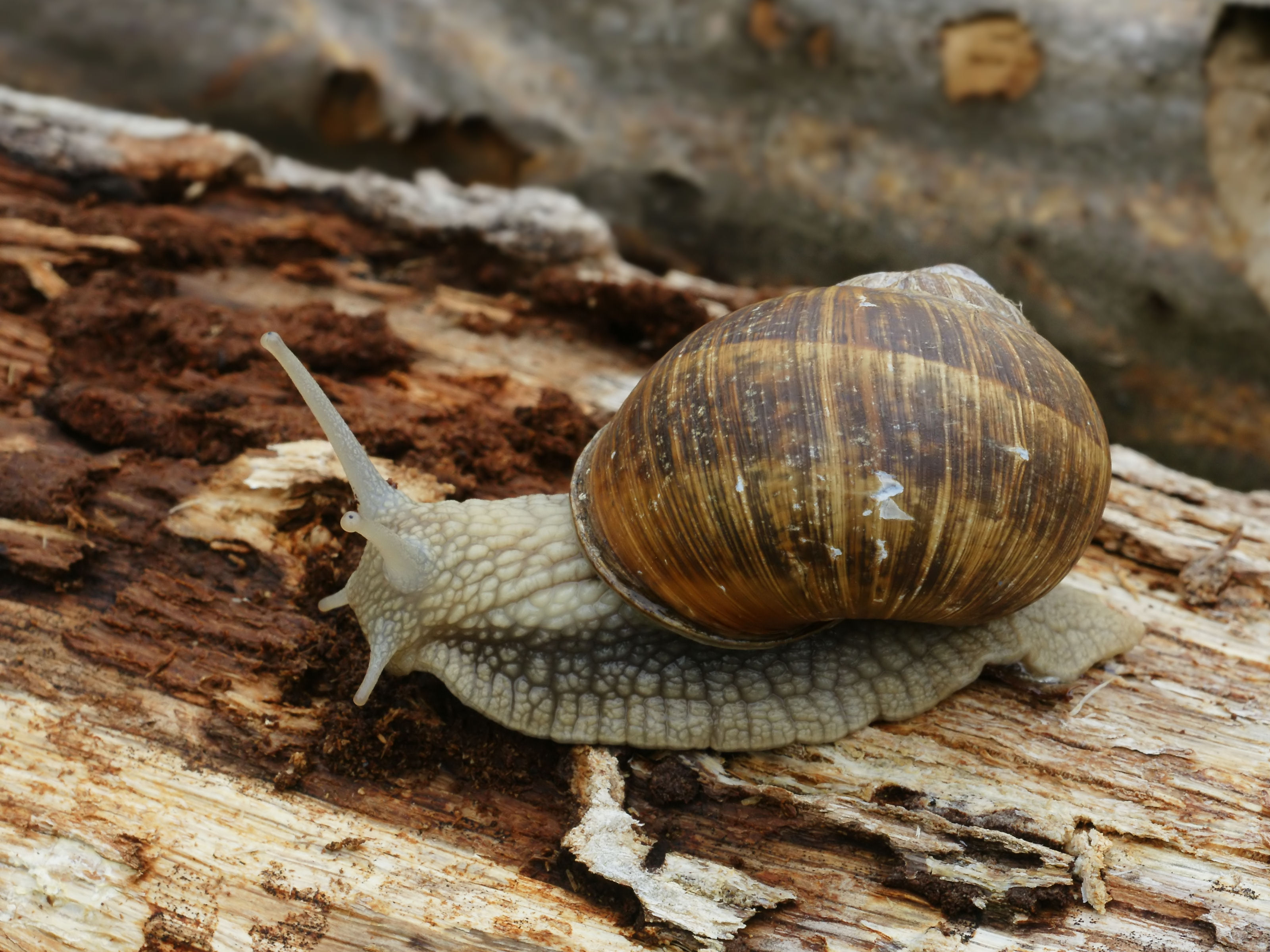
Слимак садовий

Раритетне ядро фауни. Із тварин до Червоної книги України занесені 52 види (вусач мускусний, джміль глинистий, ведмедиця гера, каптурниця блискуча, жук-олень, мінога українська, ялець Данилевського, вирезуб, мідянка, поручайник, лежень, скопа, нічниця війчаста, норка європейська і ін.), до Європейського червоного списку 19 видів (вухань бурий, вовк, деркач, слимак виноградний, павиноочка грушева, синявець аргірогномон тощо), до Додатку 2 Бернської конвенції 152 види.
Птахи. У лісі зимують чижі, омелюхи, снігурі, королики, які з початком весни відлітають на північ. Із осілих хижих птахів біля лісових озер-стариць зустрічається орлан-білохвіст, що живиться рибою, водоплавними птахами, такими ссавцями, як зайці, білки, великі мишоподібні. З інших хижаків у заповіднику трапляються балабан, канюк, змієїд, могильник, орел-карлик, скопа, пугач та ін. Найчисленніші фонові види — горобці, дятли, горлиці, горихвістки, зеленяки, зяблики, вівсянки, славки, шпаки, синиці, сойки. По берегах річки та озер постійно живуть представники качиних, що відлітають тільки при замерзанні водойм. Під час перельотів зупиняються на відпочинок лежень, дрофа, журавлі сірий і степовий, лебеді, поручайник, хохітва, ходуличник.

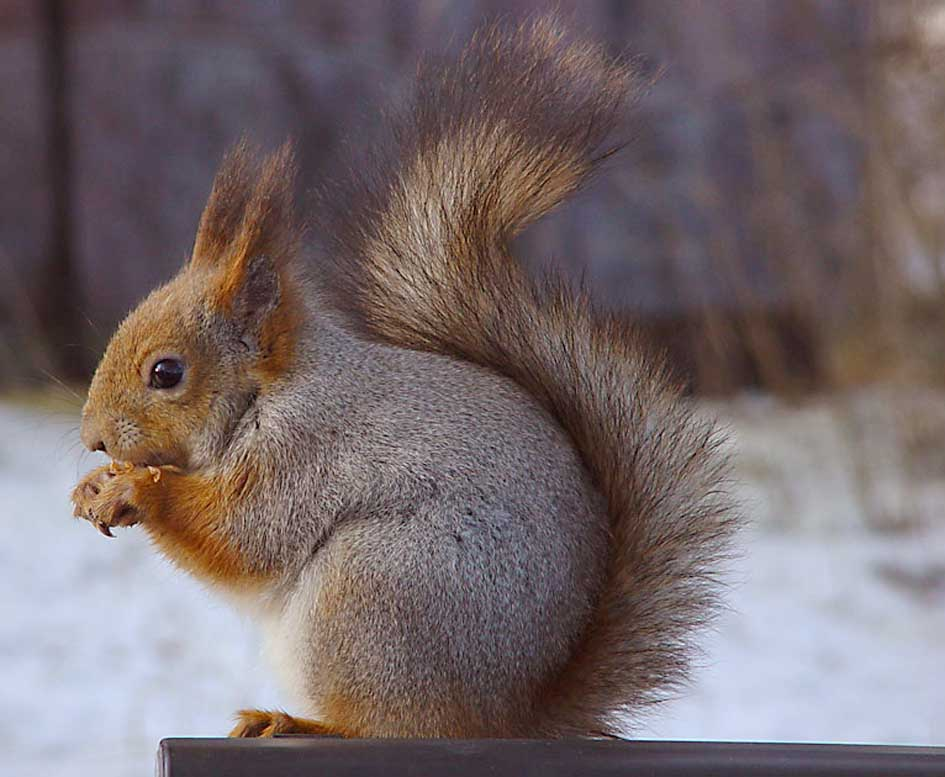
Вивірка телеутка

Ссавці. Із ссавців в лісі раніше можна зустріти лося та оленя. Раніше в озерах мешкала хохуля руська — реліктовий звір, який зник внаслідок пересихання озер. Нині спостерігається підняття ґрунтових вод, деякі озера (Став, Красненьке) часто заповнені водою, тому з'являється можливість провести реакліматизацію хохулі.
Тепер тут відомі сарна європейська, свиня дика, лисиця руда, єнот уссурійський, горностай, вивірка лісова, борсук європейський, заєць сірий.